# Municipio de Blackman
El municipio de Blackman (en inglés: Blackman Township) es un municipio ubicado en el condado de Jackson en el estado estadounidense de Míchigan. En el año 2010 tenía una población de 24 051 habitantes y una densidad poblacional de 291,07 personas por km².

## Geografía
El municipio de Blackman se encuentra ubicado en las coordenadas 42°17′46″N 84°25′28″O / 42.29611, -84.42444. Según la Oficina del Censo de los Estados Unidos, el municipio tiene una superficie total de 82.63 km², de la cual 82,13 km² corresponden a tierra firme y (0,61 %) 0,51 km² es agua.

## Demografía
Según el censo de 2010, había 24 051 personas residiendo en el municipio de Blackman. La densidad de población era de 291,07 hab./km². De los 24 051 habitantes, el municipio de Blackman estaba compuesto por el 79,15 % blancos, el 16,56 % eran afroamericanos, el 0,52 % eran amerindios, el 0,96 % eran asiáticos, el 0,89 % eran de otras razas y el 1,9 % eran de una mezcla de razas. Del total de la población el 3,58 % eran hispanos o latinos de cualquier raza.